# Perissomastix stibarodes
Perissomastix stibarodes är en fjärilsart som beskrevs av Edward Meyrick 1908. Perissomastix stibarodes ingår i släktet Perissomastix och familjen äkta malar.
Artens utbredningsområde är Sierra Leone. Inga underarter finns listade i Catalogue of Life.